# Gabonita
Gabonita es un género de foraminífero bentónico de la familia Bolivinidae, de la superfamilia Bolivinoidea, del suborden Buliminina y del orden Buliminida. Su especie tipo es Gabonella elongata. Su rango cronoestratigráfico abarca desde el Coniaciense hasta el Maastrichtiense (Cretácico superior).

## Discusión
Clasificaciones previas incluían Gabonita en el suborden Rotaliina del orden Rotaliida.

## Clasificación
Gabonita incluye a las siguientes especies:
- Gabonita billmani †
  - Gabonita billmani quadrata †
- Gabonita centrocostata †
- Gabonita elongata †
  - Gabonita elongata centrocostata †
- Gabonita nigeriensis †
- Gabonita ogugensis †
- Gabonita quadrata †